# تویوکازو نومورا
تویوکازو نومورا (انگلیسی: Toyokazu Nomura؛ زادهٔ ۱۴ ژوئیهٔ ۱۹۴۹) جودوکار اهل ژاپن است.
وی در مسابقات کشوری و بین‌المللی در مجموع برندهٔ ۳ مدال طلا، ۲ مدال نقره شده‌است.